# Carlo Albacini
Carlo Albacini (ur. ok. 1734 w Fabriano, zm. 1813 w Rzymie) – włoski rzeźbiarz i restaurator.

## Biografia
Carlo Albacini urodził się w 1734 w Fabriano w Marchii. Od 1783 był członkiem rzymskiej Akademii Świętego Łukasza. Między 1786 a 1800 odrestaurował szereg rzeźb z kolekcji rodziny Farnese. Były to lata, w których rodzina przenosiła się z Rzymu do Neapolu. Rzeźbiarz znany był też z wykonywania kopii dzieł antycznych. Pracował też dla carycy Katarzyny II. Jest autorem pełnometrażowego posągu stanowiącego portret monarchini. Na zamówienie Katarzyny II wykonał epitafium Giovanniego Battisty Piranesiego dla jednego z kościołów Petersburga oraz nagrobek Antona Raphaela Mengsa dla kościoła Santi Michele e Magno w Rzymie. Zmarł w Rzymie w 1813 roku.
W Łazienkach Królewskich w Warszawie znajdują się dwie rzeźby Albaciniego: Popiersie Pallas Ateny z 1794 roku oraz Głowa Dionizosa (Aridany?) wyrzeźbiona przed 1813 rokiem.

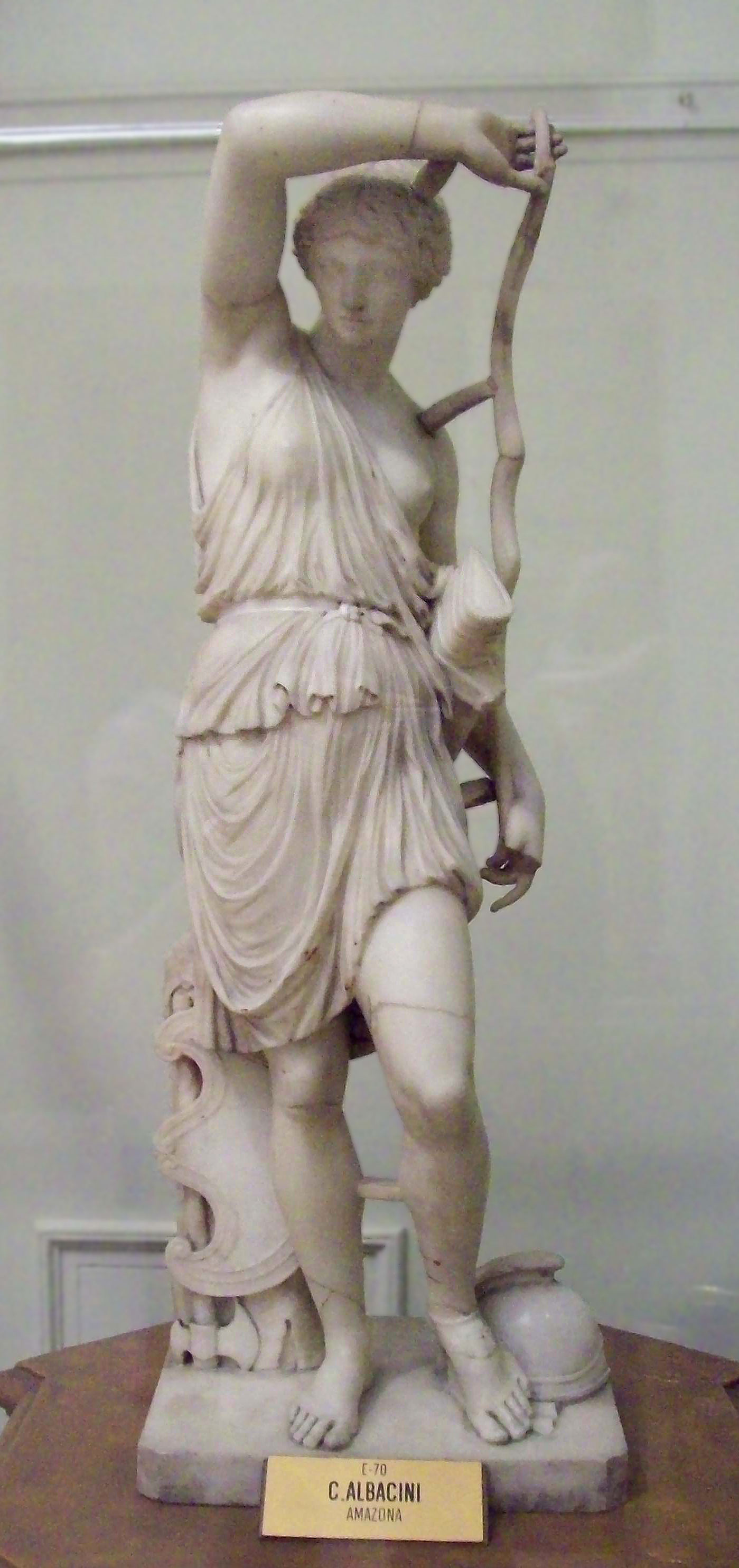
Amazonka, marmurowa kopia z około 1780 r., grecki oryginał z 440–430 p.n.e.
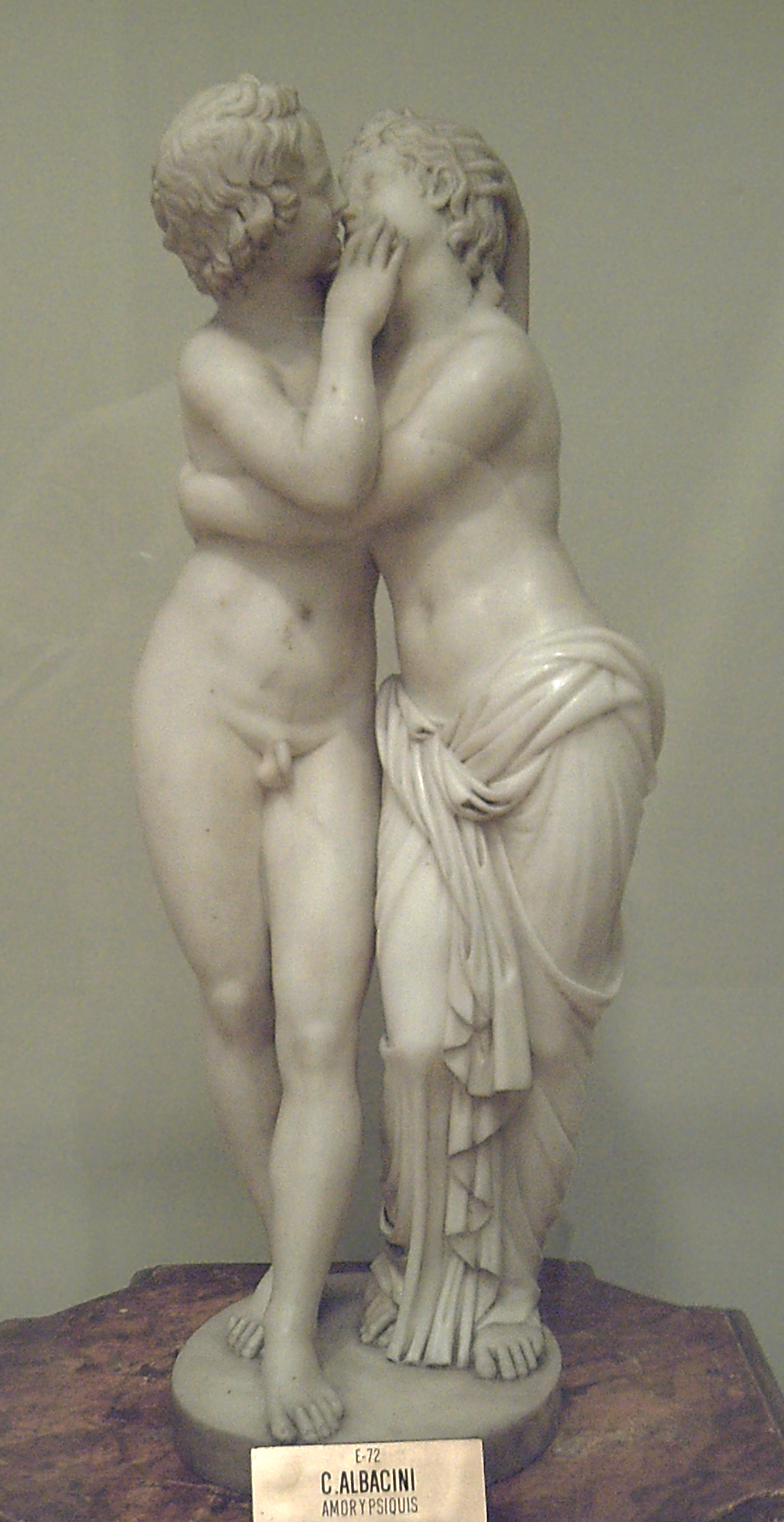
Amor i Psyche, kopia rzymskiej rzeźby
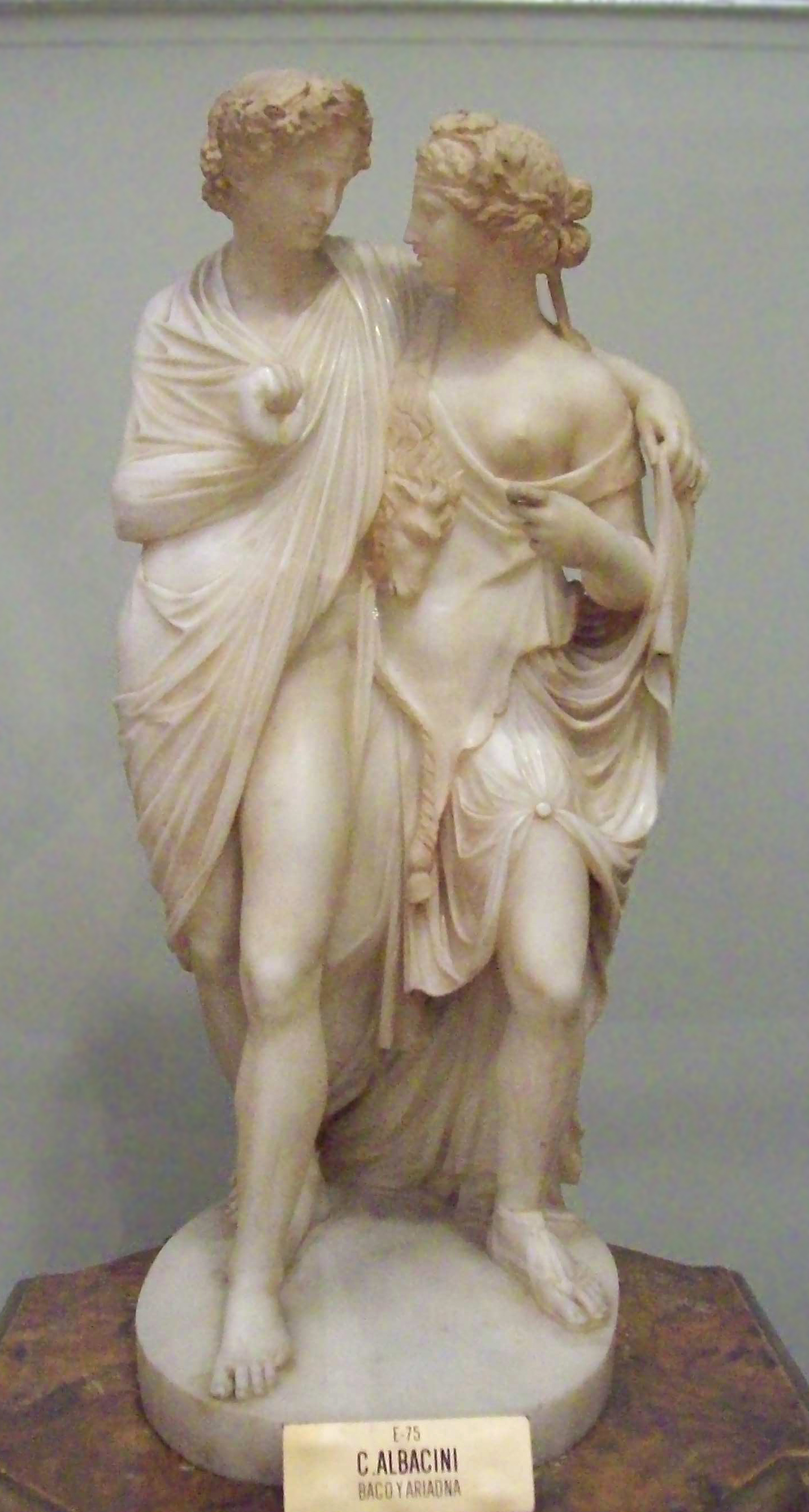
Bachus i Ariadna
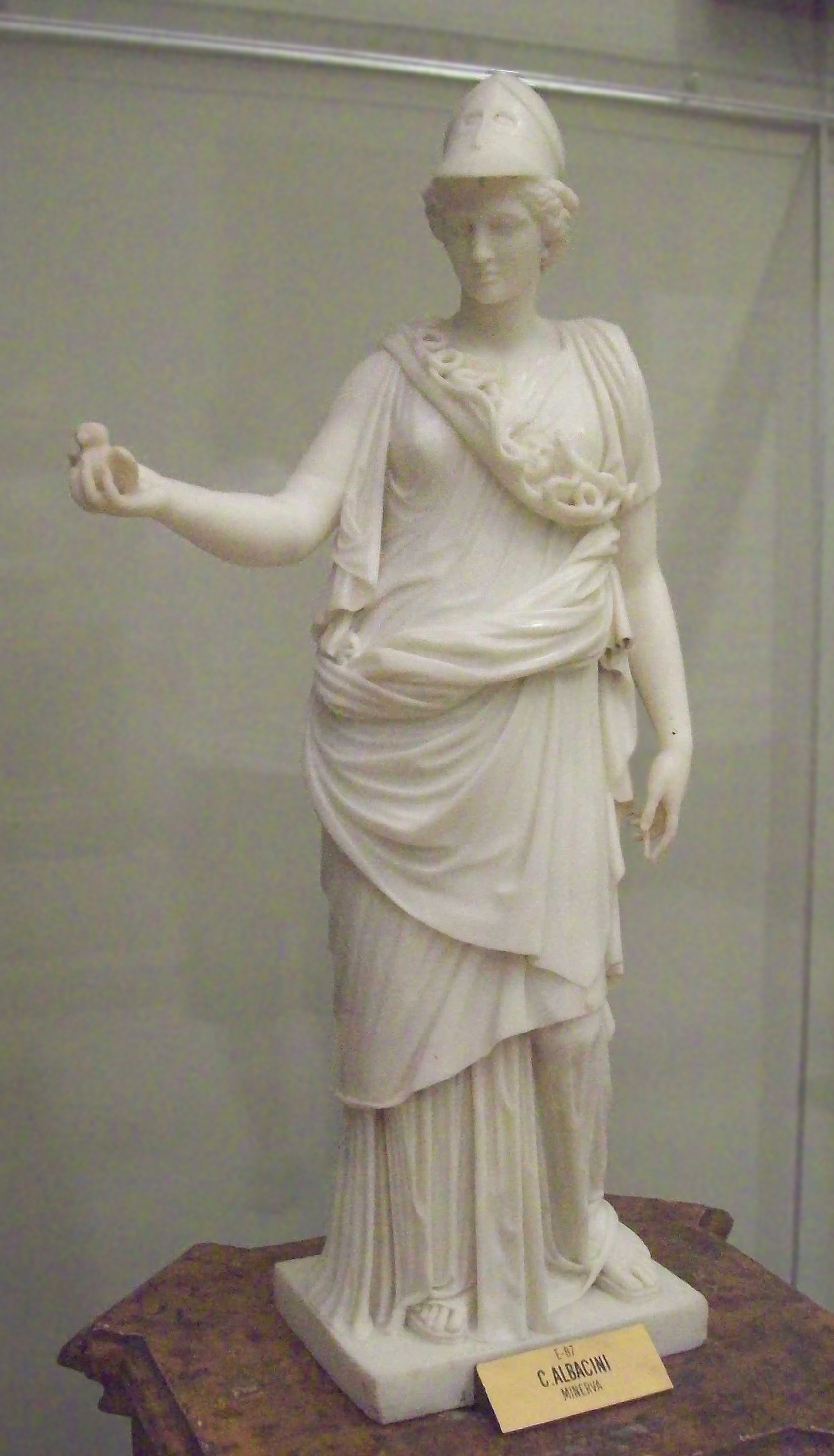
Minerwa, kopia
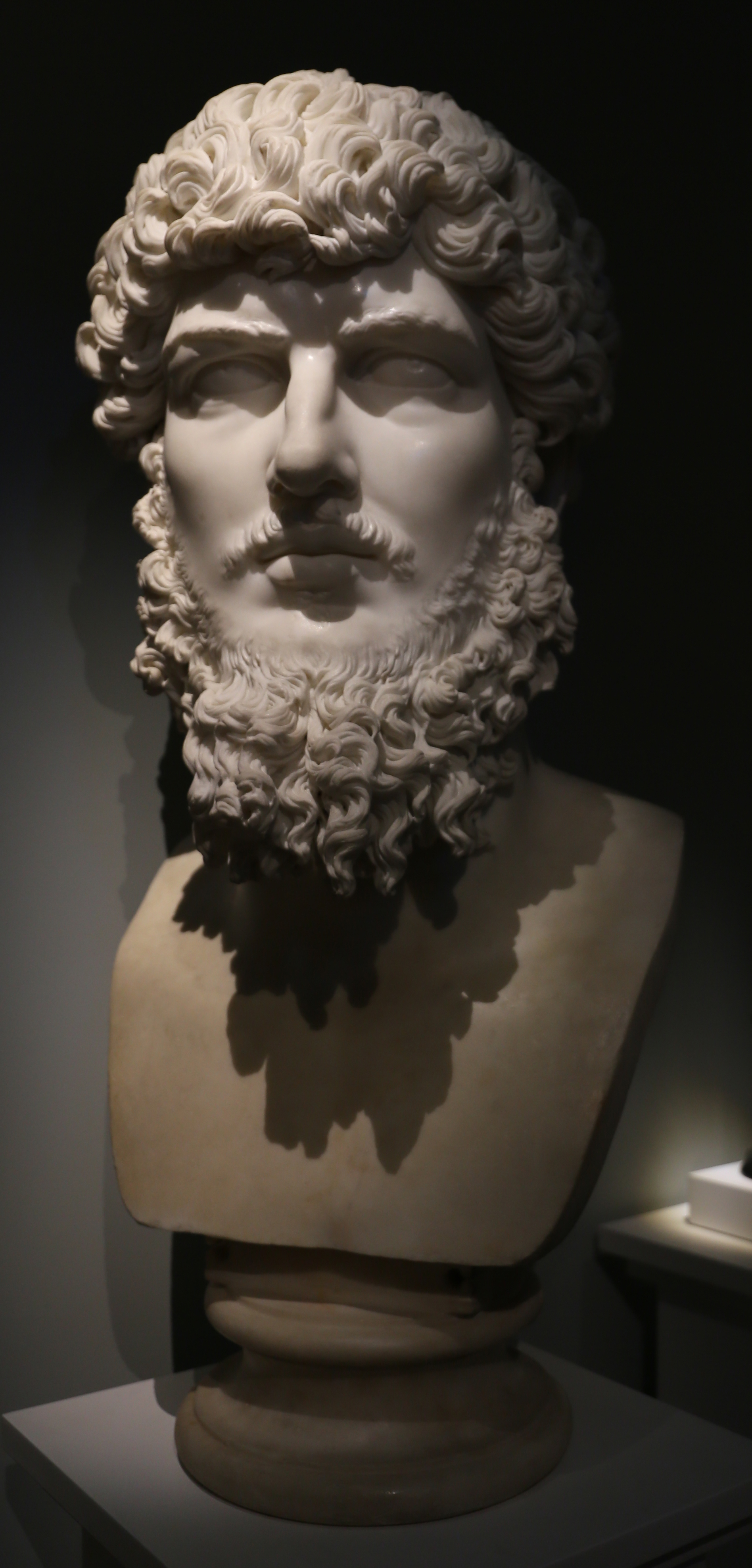
Lucius Verus, kopia